# Цузам
Цузам (нем. Zusam) — река в Германии, правый приток Дуная. Речной индекс — 1192. Образуется в окрестностях Маркт-Вальда (район Нижний Алльгой) в результате слияния нескольких маленьких речек. Впадает в Дунай в городе Донаувёрт.
Длина реки 97,10 км, площадь бассейна 575,78 км². Высота истока 630 м. Высота устья 397 м.